# DEEP GIRL
DEEP GIRL（ディープガール）は、株式会社SHOWROOMが運営するライブ配信サイト「SHOWROOM」とフジテレビの番組「ディープガール」から生まれた日本の女性ロックアイドルユニット。

## 概要
正式なユニット名は「DEEP GIRL」(アルファベット表記)となる。
音楽のジャンルは「スクリーモ」としている。
メンバーは、「SHOWROOM」のイベントを経て、フジテレビの番組「ディープガール」に出演した一部のメンバーによって構成される。
VAMPS主宰のHALLOWEEN PARTYに2年連続で出演したほか、2nd single「I kill」【ikíl】発売日には日経MJ1面にSHOWROOM配信するメンバーが掲載されオリコンデイリーチャート2位を獲得、MVのYouTube再生回数は30万回を超えた。またロック系アパレルブランド「アマツカミTOKYO」とのコラボレーションやファッションショーイベントへ出演するなど幅広く活動した。

## メンバー
- 絢瀬かのん（元micoooooズ、元Stand-Up!Hearts[注 1]。解散後はフリーで女優等の活動後、2019年4月1日よりセントラル所属、4月20日 「絹井カオリ」 に改名。）
- 宮森りこ（解散後、2017年9月15日より近藤薫主宰のレーベルmiuzic Entertainment所属。「Riico」 名義でソロシンガーとして活動するかたわら、ガールズユニット 「りり」 としても活動[注 2]。2020年11月24日 旧DEEP GIRLメンバーから初の引退[1]。）

### 旧メンバー
- れんれん （初期に活動を辞退。「最終未来兵器mofu（後の劇場版ゴキゲン帝国）」メンバーとして活動していたが2016年4月末で脱退。その後は「土方蓮奈」「みつきゆき」名義などで活動。）
- ゆうゆ （2015年10月18日、公式より卒業が発表された[2]。アイドルユニット「イケてるハーツ」[注 1]メンバーとして2018年12月21日まで活動後、2019年5月より「ゆうゆの家」経営。）
- えりな （2016年2月28日、公式より卒業が発表された[3]。タレント活動のほか、一時期アイドルユニット「巣鴨マゴドール」に在籍、トリノヒナと「suttoko-doccoi」としても活動。）
- ひなぴす （2016年3月27日、ワンマンLIVEを以て卒業。「トリノヒナ」名義でDJとして活動後、「maisou」名義で活動。）
- 涼川ましろ （2017年1月16日脱退[4][5]。元Stand-Up!Hearts[注 1]。2017年1月18日アイドルユニット「CY8ER」加入。「SHACHI」「Mashilo」名義でも活動。）
- のん （2017年1月27日脱退[6][7]。元なちゅらリウム.vivid。ソロ活動のほか、2017年8月19日〜 アイドルユニット「Candye♡Syrup」、2018年8月18日〜 バンド「HöLDERLINS」で活動。2019年3月10日よりStar Cluster Entertainment所属、8月1日より 「なにぬね のん」に改名。）

## 映像

### ミュージックビデオ
- 2015年6月18日「ディープガール」[77][注 8][注 9]

- 2016年1月17日「I kill」【ikíl】 [78][注 10]

### ライブビデオ
※ライブ映像に録音音源を合わせたものである。
- 2016年9月10日「Misery Business」[79][注 4]

- 2016年9月16日「STEREO」[80][注 5]

- 2016年10月28日「Out Of Control」[81][注 6]

- 2016年10月28日「Sweetness」[82][注 7]

## 出演

### テレビ
- ディープガール （2014年7月 - 9月、フジテレビ）
- DEEP GIRL LIVE VOL.1 （2015年9月30日 25:50〜26:10、フジテレビ）[28][29]
- ミューサタ（2017年7月9日、フジテレビ）

### ラジオ
- i Meet Up![56] （2016年3月6日、FM NACK5)
- DJ Tomoaki's Radio Show! （2016年3月17・24日・4月7日、下北FM)

### ライブ
| 2015年 | 2015年 | 2015年                                     | 2015年                                | 2015年                                   |
| 日時   | 日時   | 公演名                                     | 会場                                  | 備考                                     |
| 月     | 日     | 公演名                                     | 会場                                  | 備考                                     |
| ------ | ------ | ------------------------------------------ | ------------------------------------- | ---------------------------------------- |
| 8      | 1      | 東京アイドルフェスティバル 2015            | DOLL FACTORY                          |                                          |
| 8      | 2      | 東京アイドルフェスティバル 2015            | INFO CENTRE                           |                                          |
| 8      | 29     | @JAM EXPO 2015                             | 横浜アリーナ トークステージ           |                                          |
| 9      | 5      | 第１回東京アイドル音楽祭                   | Zepp DiverCity 東京                   |                                          |
| 9      | 23     | フリーライブ                               | SHIBUYA THE GAME                      | テレビ番組「DEEP GIRL LIVE VOL.1」収録用 |
| 9      | 24     | IDOL CONTENT EXPO @新宿BLAZE Vol.15        | 新宿BLAZE                             |                                          |
| 9      | 26     | 破天荒sPARK vol.2                          | 渋谷GARRET udagawa                    |                                          |
| 10     | 4      | ASIA IDOL PARADE 2015                      | 第1部：TSUTAYA O-WEST 第2部：渋谷Glad |                                          |
| 10     | 14     | FUTURE PROOF                               | TwinBox GARAGE                        |                                          |
| 10     | 18     | アイドルフェスinスポーツ・オブ・ハート2015 | 国立代々木競技場 BLUE STAGE           |                                          |
| 10     | 23     | HALLOWEEN PARTY 2015                       | 幕張メッセ国際展示場9-11ホール        |                                          |
| 10     | 28     | アイドルプラネット エクストリームLIVE 2015 | Shibuya duo MUSIC EXCHANGE            |                                          |
| 11     | 1      | インストアイベント                         | TOWER RECORDS 池袋店                  | ミニライブ                               |
| 11     | 4      | インストアイベント                         | TOWER RECORDS 吉祥寺店                | ミニライブ                               |
| 11     | 6      | インストアイベント                         | TOWER RECORDS 八王子店                | ミニライブ                               |
| 11     | 11     | インストアイベント                         | アキバソフマップ 1号店                | ミニライブ                               |
| 11     | 14     | インストアイベント                         | 新星堂サンシャインシティ アルタ店     | ミニライブ                               |
| 11     | 15     | IDOLidge Carnival                          | TSUTAYA O-EAST                        |                                          |
| 11     | 15     | 宇宙×日本×秋葉原 Vol.9                     | AKIBAドラッグ&カフェ                  |                                          |
| 11     | 19     | インストアイベント                         | TOWER RECORDS 川崎店                  | ミニライブ                               |
| 11     | 27     | インストアイベント                         | TOWER RECORDS 浦和店                  | ミニライブ                               |
| 11     | 28     | インストアイベント                         | TOWER RECORDS 新宿店                  | ミニライブ                               |
| 12     | 6      | インストアイベント                         | TOWERminiダイバーシティ東京 プラザ店  | ミニライブ                               |
| 12     | 12     | インストアイベント                         | HMV 大宮アルシェ                      | ミニライブ                               |
| 12     | 13     | 破天荒sPARK Vol.3                          | 渋谷 clubasia                         |                                          |
| 12     | 17     | インストアイベント                         | TOWER RECORDS 八王子店                | ミニライブ                               |
| 12     | 19     | INV.IDOL TRIGGER→                          | 東建ホール 丸の内                     |                                          |
| 12     | 19     | NAGOYA IDOL DRIVE                          | 名古屋大須 RADHALL                    |                                          |
| 12     | 20     | SHOWROOM CHRISTMAS PARTY LIVE 2015         | BERG and WEST                         |                                          |
| 12     | 23     | インストアイベント                         | 新星堂サンシャインシティ アルタ店     | ミニライブ                               |
| 12     | 24     | インストアイベント                         | TOWER RECORDS 池袋店                  | ミニライブ                               |
| 12     | 25     | サンタこそ偶像                             | 目黒鹿鳴館                            |                                          |

| 2016年 | 2016年 | 2016年                                                                    | 2016年                            | 2016年     |
| 日時   | 日時   | 公演名                                                                    | 会場                              | 備考       |
| 月     | 日     | 公演名                                                                    | 会場                              | 備考       |
| ------ | ------ | ------------------------------------------------------------------------- | --------------------------------- | ---------- |
| 1      | 9      | インストアイベント                                                        | TOWER RECORDS 川崎店              | ミニライブ |
| 1      | 11     | インストアイベント                                                        | アキバソフマップ 1号店            | ミニライブ |
| 1      | 16     | インストアイベント                                                        | 新星堂サンシャインシティ アルタ店 | ミニライブ |
| 1      | 22     | インストアイベント                                                        | アキバソフマップ 1号店            | ミニライブ |
| 1      | 23     | iDOL Garden Vol.1                                                         | TwinBox AKIHABARA                 |            |
| 1      | 24     | 宇宙×日本×秋葉原 Vol.11                                                   | AKIBAドラッグ&カフェ              |            |
| 1      | 25     | アイドルプラネット アイドル大新年会2016                                   | Shibuya duo MUSIC EXCHANGE        |            |
| 1      | 30     | TOKYO IDOL SHOWCASE                                                       | HOLIDAY新宿                       | 2部のみ    |
| 1      | 31     | インストアイベント                                                        | 新星堂サンシャインシティ アルタ店 | ミニライブ |
| 2      | 6      | d-girls Presents dddddddd-girls!                                          | 日本橋wktkシアター                |            |
| 2      | 6      | FEBRUARY PARTY                                                            | なんばHatch                       |            |
| 2      | 7      | インストアイベント                                                        | TOWER RECORDS 八王子店            | ミニライブ |
| 2      | 11     | Cafe☆au☆Revolution!! -Re.- Cafe☆au☆Revolution!! -DX- カレーが食べたいSP!! | 大須X-HALL                        |            |
| 2      | 12     | IDOL CONTENT EXPO @新宿BLAZE 2週連続バレンタイン直前ライブ!               | 新宿BLAZE                         |            |
| 2      | 14     | バレンタインデーライブ                                                    | 東京アイドル劇場                  |            |
| 2      | 17     | インストアイベント                                                        | TOWER RECORDS 川崎店              | ミニライブ |
| 2      | 18     | インストアイベント                                                        | TOWER RECORDS 池袋店              | ミニライブ |
| 2      | 19     | インストアイベント                                                        | TOWER RECORDS 八王子店            | ミニライブ |
| 2      | 20     | インストアイベント                                                        | 新星堂サンシャインシティ アルタ店 | ミニライブ |
| 2      | 21     | インストアイベント                                                        | アキバソフマップ 1号店            | ミニライブ |
| 2      | 28     | Merci infiniment #TOKYO                                                   | TwinBox AKIHABARA                 |            |
| 3      | 5      | FUTURE PROOF                                                              | TwinBox GARAGE                    |            |
| 3      | 21     | 第16回部長フェスティバル                                                  | SOUND MUSEUM VISION               |            |
| 3      | 27     | CD発売記念ワンマンLIVE                                                    | 渋谷CLUB CRAWL                    |            |
| 4      | 8      | This is iDOL                                                              | 新宿ReNY                          |            |
| 4      | 10     | NAGOYA IDOL TRIGGER→                                                      | 東建ホール 丸の内                 |            |
| 4      | 10     | NAGOYA IDOL DRIVE→                                                        | 大須 X-HALL                       |            |
| 4      | 16     | バズ ライブレーション vol.6                                               | 大須 RADHALL                      |            |
| 4      | 17     | Cafe au Revolution!! DX! 小日向りぃり生誕祭                               | 大須 X-HALL                       |            |
| 4      | 19     | LIVEプラス@渋谷CLUB QUATTRO                                               | 渋谷CLUB QUATTRO                  |            |
| 5      | 3      | Cafe au Revolution DX!!                                                   | 心斎橋 VARON                      |            |
| 5      | 3      | 煌めき☆アンフォレント 1st金名阪ツアー =虹色=サンシャイン                  | 心斎橋 VARON                      |            |
| 5      | 4      | Cafe au Revolution DX!!                                                   | アメリカ村 FANJ Twice             |            |
| 5      | 4      | Angel Stage Vol.60                                                        | OSAKA RUIDO                       | 2部のみ    |
| 5      | 5      | こどもの日 Party Live supported by SHOWROOM                               | SHIBUYA DESEO                     |            |
| 5      | 7      | GOLD RUSH 2016                                                            | 大須 X-HALL                       |            |
| 5      | 8      | バズ ライブレーション vol.7                                               | ボトムライン                      |            |
| 5      | 8      | IDOL TRAD                                                                 | 大須 X-HALL                       |            |
| 5      | 14     | トライアスロンEXPO                                                        | 山下公園                          |            |
| 5      | 22     | iDOL GARDEN                                                               | TwinBox GARAGE                    |            |
| 5      | 24     | matataki-mosezu vol.6                                                     | 新宿LOFT                          |            |
| 5      | 25     | Jリーグ ナビスコ杯第6節「川崎フロンターレ vs ベガルタ仙台」               | 等々力陸上競技場                  |            |
| 5      | 28     | Shimokitazawa SOUND CRUISING 2016                                         | FEVER                             |            |
| 5      | 29     | コトクエフェス                                                            | 3331 Arts Chiyoda                 |            |
| 6      | 4      | ハチャメチャ祭 vol.42                                                     | LIVE INN ROSA                     |            |
| 6      | 5      | IDOL CONTENT EXPO @TSUTAYA O-Crest Vol.3                                  | TSUTAYA O-Crest                   |            |
| 6      | 7      | Our Shining Idol                                                          | 新宿LOFT                          |            |
| 6      | 11     | アイドル甲子園 in 新宿RUIDO K4                                            | 新宿RUIDO K4                      | 2部のみ    |
| 6      | 26     | アイドル甲子園 in 新木場STUDIO COAST                                      | STUDIO COAST                      |            |
| 8      | 20     | OTODAMA SEA STUDIO 2016 - かき氷とビキニ2016                              | 由比ヶ浜                          | 1部のみ    |

※以降のライブイベントは来歴を参照。

### イベント
- SHOWROOMハロウィンパーティー （2015年10月31日、高田馬場 Le palais）
- 撮影会 （2015年11月21日、GOBLIN. 原宿CAFE&KITCHEN店）
- カラオケイベント （2015年11月28日、カラオケ館西新宿店、1stシングル「DEEP GIRL」のカラオケ配信記念)
- SHOWROOM AWARD 2015[41] （2015年12月26日、バトゥール東京)
- DEEP GIRLと一緒に行く! 春の日帰りバスツアー[60] （2016年4月2日)

### ライブ配信
- アイドル New Year サミット 2016 裏実況[42][43] （2016年1月1日、SHOWROOM)